# Carry Goossens
Carry Goossens (Mechelen, 19 januari 1953), geboren als Edgard Goossens, is een Belgisch acteur en voormalig komiek. Hij is vooral bekend als Oscar Crucke in F.C. De Kampioenen, als Frakke in De zonen van Van As en als Jozef "Jef" Van den Sande in Lili en Marleen. In het theater is hij acteur en regisseur. Goossens is aangesloten bij het gezelschap Komedie Compagnie. 

## Biografie

### Achtergrond
De eerste drie jaar van zijn leven woonde hij bij een tante, die hem "Carry" noemde. Hij bleef die naam gebruiken en veranderde zijn naam ook officieel.
Goossens werd geboren en groeide op in Mechelen, waar hij lagere en middelbare school liep. Hij behaalde een hoger diploma Plastische Kunsten aan het Sint-Lukas Instituut te Brussel en was 3 jaar actief als tekenaar / ontwerper in de reclamewereld. Goossens ging dan voluit voor een acteercarrière en won de eerste prijs Dramatische Kunst aan het Koninklijk Conservatorium te Antwerpen onder leiding van Luc Philips en Dora Van Der Groen.

### Eerder werk
Goossens maakte zijn acteerdebuut in de korte film De Kist uit 1982. Na enkele jaren bij het Reizend Volkstheater ging hij freelance aan de slag met onder meer gastrollen in de reeksen Klein Londen, Klein Berlijn, Oei Jacques van en met Jacques Vermeire, Alfa Papa Tango en films als Het Gezin van Paemel en Dagboek van een oude dwaas. Hij speelde tevens mee in de sketches van het Antwerps komisch duo Gaston en Leo. Na het overlijden van Leo Martin, vormde Goossens een komisch duo met Gaston Berghmans.

### F.C. De Kampioenen
De toen 37-jarige Carry Goossens verwierf naamsbekendheid bij het brede publiek door zijn rol in de populaire VRT-sitcom F.C. De Kampioenen. Hij speelde vier seizoenen cafébaas en voetbaltrainer Oscar Crucke, een vaste rol van 1990 tot 1993. Goossens verruilde de VRT na vier seizoenen voor VTM. In een berucht scenario werd Oscar weggetoverd door Xavier Waterslaeghers. In een alternatief einde vertrekt hij naar Tenerife. Hij was ook te zien in de tweede, derde en vierde film van F.C De Kampioenen.

### Televisiereeksen voor VTM

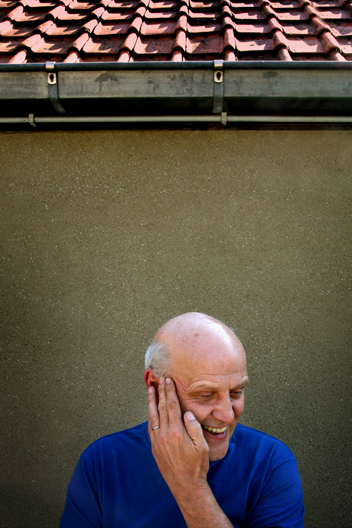
Carry Goossens in 2008

Goossens verhuisde in 1993 naar VTM en maakte tussen 1994 en 2010 deel uit van de hoofdcast van de sitcom Lili & Marleen, als de sympathieke druiloor Jef. Dat personage was een simpele cafékomiek ten tijde van en kort na de Tweede Wereldoorlog in Antwerpen. Goossens zou deze rol 130 afleveringen lang blijven spelen. Hij speelde tussen 1994 en 2009 tevens diverse rollen in
sketchprogramma's van VTM, met eerst de Gaston Berghmans Show en nadien Twee straten verder. In die laatste speelde Goossens onder meer de stuntelige klusjesman Sus in het zwijgende segment Sus en Klus naast Jan Van Dyke (Klus). In dezelfde periode zette Goossens het personage Alexander neer in de VTM-reeks Café Majestic, van 2000 tot 2003.
Goossens had nog verschillende rollen in de VTM-reeksen Koning van de Wereld (2006), Happy Singles (2008), Code 37 (2009-2012), Familie (2011), Amateurs (2014), Deadline 25/5 (2014) en Cordon (2016).
Vanaf het voorjaar van 2012 vertolkte Goossens een hoofdrol als Frakke in de komische reeks De zonen van Van As, waarvan in 2020 het vijfde seizoen verscheen. Wegens de coronapandemie werd het zesde seizoen uitgesteld en daarna afgeschaft. Goossens nam nog deel aan de film van de reeks. Na de film vertolkte Goossens de rol nog verder in de spin-off-miniserie Frakke & Jempie, dat in 2023 een eerste seizoen kreeg.

### Ander televisiewerk
Goossens maakte in 1998 een comedyreeks in Duitsland; Der Dicke und der Belgier, samen met Diether Krebs. Van 2015 tot 2018 was hij te zien in de politieserie Professor T..

### Terugkeer naarF.C. De Kampioenen
Carry Goossens hernam zijn rol als (vroegere) cafébaas Oscar Crucke in de langspeelfilms F.C. De Kampioenen 2: Jubilee General en F.C. De Kampioenen 3: Kampioenen Forever, een door fans van de serie geanticipeerde terugkeer na meer dan 20 jaar afwezigheid. Hoewel hij na de derde film aangaf dat F.C. De Kampioenen voor hem een afgesloten hoofdstuk was, had Goossens uiteindelijk nog een cameo in F.C. De Kampioenen 4: Viva Boma.

### Theaterwerk
Goossens regisseerde inmiddels zo'n dertig theaterproducties en speelde tot heden bij meerdere theatergezelschappen. Heden, anno 2023, is Goossens lid van Komedie Compagnie met onder anderen Peter Bulckaen, Lulu Aertgeerts, Dirk Lavrysen en Camilia Blereau. Goossens werkte er opnieuw samen met Danni Heylen, die zijn echtgenote Pascale De Backer speelde in F.C. De Kampioenen.
Carry Goossens maakte in 2022 deel uit van de cast van Maria van 't Frituur. Dit theaterstuk speelde in het Fakkeltheater.
In 2023 speelde hij mee in de musical Red Star Line van Studio 100 in de rol van Jakob, de Joodse en vaak pessimistische, maar realistische boekhouder van Walter Vandermeer.

## Persoonlijk leven
Goossens is getrouwd met actrice Chris Bus. Hij heeft twee dochters uit haar vorig huwelijk.

## Filmografie
- Gemeinsame Normdatei: 140682295
- International Standard Name Identifier: 0000 0003 7207 1927
- MusicBrainz: 43261698-34ee-4274-803c-78742fd4c473
- Virtual International Authority File: 107683895